# Alfred Jeanhenry
Alfred Jeanhenry, né le 22 décembre 1845 à Marin-Epagnier et décédé le 20 mai 1902 à Neuchâtel, est un avocat, professeur et homme politique suisse, membre du Parti radical-démocratique.

## Biographie
Alfred Jeanhenry effectue des études de droit aux universités de Neuchâtel, Heidelberg, Berlin et Paris. Il passe son brevet d'avocat en 1868, après un stage chez Jules Breitmeyer à La Chaux-de-Fonds. Il est procureur général du canton de Neuchâtel de 1874 à 1889 et professeur de droit public et administratif à l'Académie - l'ancêtre de l'université - de Neuchâtel de 1879 à 1902.
Membre, puis président du Parti radical-démocratique neuchâtelois, Alfred Jeanhenry est élu député au Grand Conseil du canton de Neuchâtel en 1874. Il y reste jusqu'en 1880, puis y retourne de 1886 à son décès en 1902. Parallèlement, il est membre très brièvement du Conseil d'État, de mai à juillet 1880, où il est chargé des finances. Il siège plus longuement au Conseil national, de 1888 à 1902 et préside également le Conseil communal (exécutif) de la ville de Neuchâtel de 1893 à 1900.
Il siège au conseil d'administration de la compagnie du chef de fer du Jura-Neuchâtelois.